# 블러드하운드 갱

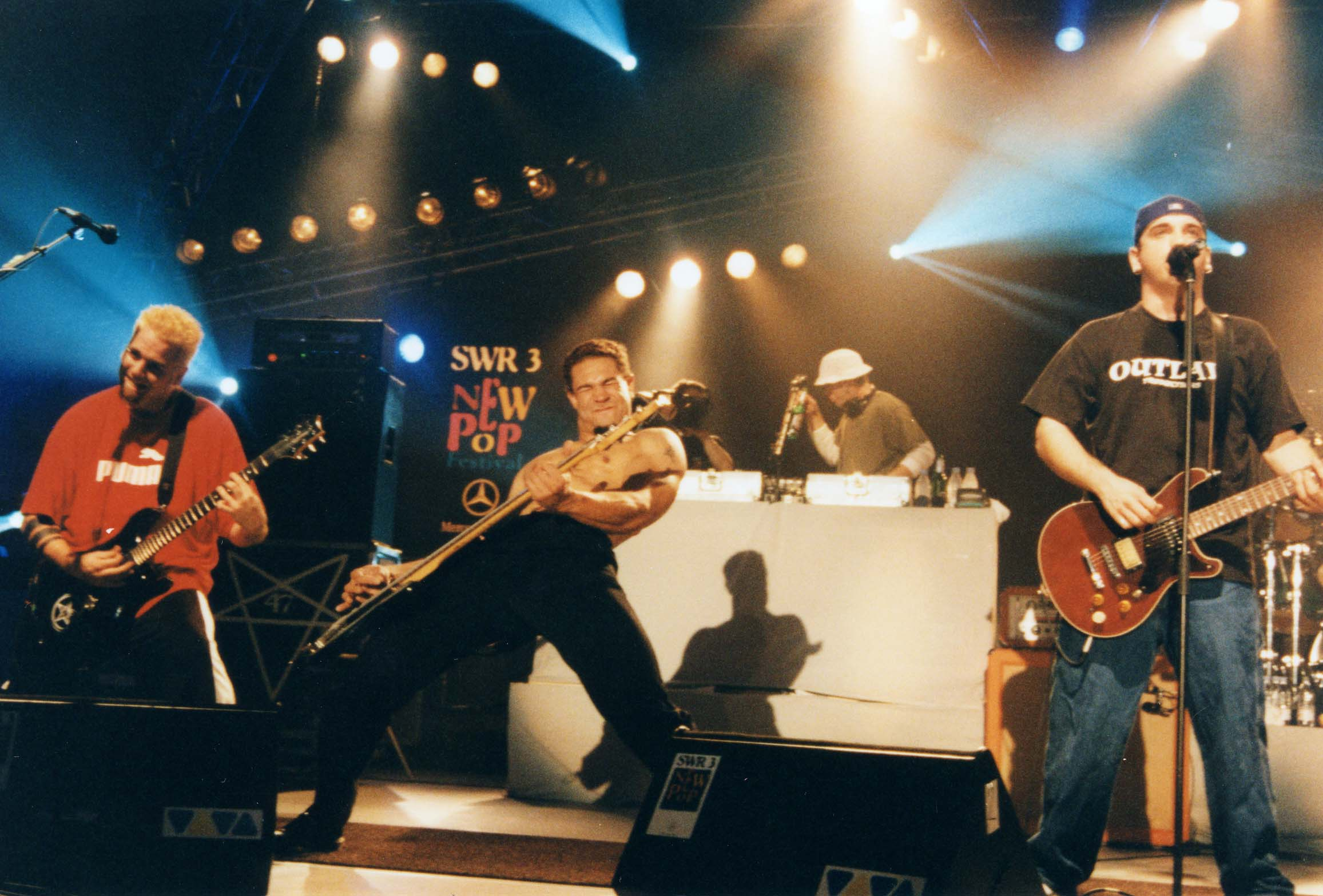
1999년 라이브 공연 모습

블러드하운드 갱(Bloodhound Gang)은 힙합 그룹으로 시작한 미국의 록 밴드이다. 이후 커리어를 쌓으면서 펑크 록, 얼터너티브 힙합, 랩코어, 펑크 메탈,, 일렉트로닉 록을 포함한 다른 장르로 분야를 넓혀나갔다.
싱글 "Fire Water Burn", "The Bad Touch", "Foxtrot Uniform Charlie Kilo", "Uhn Tiss Uhn Tiss Uhn Tiss", "The Ballad of Chasey Lain", 하드 록 버전의 1960년대 팝 히트 "Along Comes Mary"로 유명하다. 1988년 결성된 블러드하운드 갱은 600만 장 이상의 음반을 판매했다.

## 구성원
- 지미 팝 (Jimmy Pop, 보컬, 기타)
- 디제이 큐 볼 (DJ Q-Ball, 키보드, 신시사이저)
- 자레드 핫셀호프 (Jared Hasselhoff, 베이스, 보컬)
- 더 인 (The Yin, 드럼, 퍼커션)
- 다니엘 P. 카터 (Daniel P. Carter, 기타)

## 디스코그래피
스튜디오 음반
- Use Your Fingers (1995)
- One Fierce Beer Coaster (1996)
- Hooray for Boobies (2000)
- Hefty Fine (2005)
- Hard-Off (2015)